# Mister Twist/Meine Tur steht immer offen
Mister twist/Meine Tur steht immer offen, pubblicato nel 1963, è un 45 giri della cantante italiana Mina.

## Tracce
1. Mister twist - 2:28 -
 (Werner Scharfenberger-Fini Busch) 1963
2. Meine Tür steht immer offen - 2:59 -
 (Werner Scharfenberger-Fini Busch) 1963

## Storia
Tutti e due i brani sono composti dal maestro Werner Scharfenberger con testo di Kurt Feltz (gli stessi di Heisser Sand). Il disco è stato pubblicato solo in Germania, per il mercato tedesco.